# چهار تانکچی و یک سگ

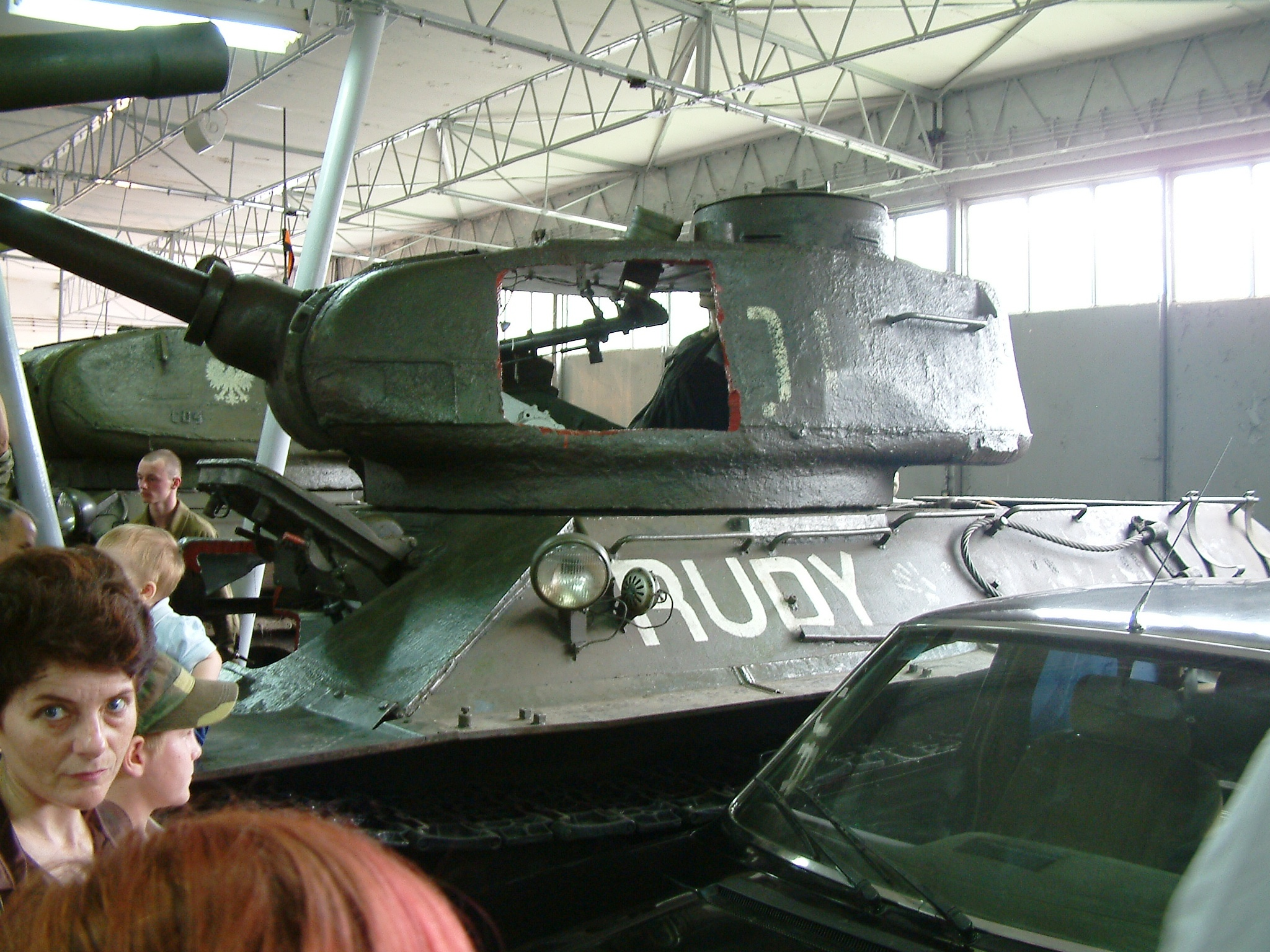
تانک تی-۳۴-۸۵ که برای فیلمبرداری صحنه‌های داخلی (صحنه‌های درون تانک) در این سریال استفاده شده بود، امروزه در «موزه تسلیحات زرهی» پوزنان نگهداری می‌‍شود.

چهار تانکچی و یک سگ (لهستانی: Czterej pancerni i pies) یک مجموعهٔ تلویزیونی سیاه‌وسفید لهستانی است که در ۲۵ سپتامبر ۱۹۶۶ منتشر شد. ماجرای این سریال در جنگ جهانی دوم می‌گذرد و دربارهٔ سرنشینان یک تانک تی-۳۴ ارتش یکم لهستان به نام «رودی» و یک سگ ژرمن شپرد سیبریایی به نام «شاریک» (در زبان روسی به معنای گوی کوچک و در لهستانی به معنای گوی پشمالو) است که امروزه به نمادی در فرهنگ مردمی لهستان مبدل شده‌اند. 

## بازیگران
- رومان ویلخلمی
- فرانچیشک پیچکا
- یانوش گایوس
- ووجیمیژ پرس
- ویسواف گوواس
- ویتولد پیرکوش
- آندژی کراشیتسکی
- پلا راسکا
- باربارا کرافتوونا
- تادئوش کالینوفسکی
- توماش زالیفسکی
- ماوگوژاتا نیمیرسکا
- استانیسواف گرونکوفسکی
- میچیسواف چخوویچ
- زیگمونت زینتل
- کشیشتف خامیتس
- الیاش کوژیمسکی
- ریشارد یاشنیویچ
- مارک بارباشیویچ
- یانوش کوئوشینسکی
- هانا اسکارژانکا
- ائوگنیوش کامینسکی
- کاژیمیش تالارچیک
- آسیا وامتیوگینا
- یوزف نالبرچاک
- کریستینا کوئوجِـیچیک
- زبیگنیف کوچانوویچ
- میروسواف شونرت